# Danh sách tập phim Dragon Ball Z Kai
Đây là Danh sách tập phim Dragon Ball Z Kai, là phiên bản sửa đổi, rút gọn, hình ảnh chất lượng hơn của phần phim Dragon Ball Z nhằm để kỉ niệm 20 và 25 năm phát hành phần phim Dragon Ball Z. Đây là phần tiếp theo của Anime Dragon Ball. Phần đầu tiên với 97 tập (Tập 98 phát hành trên DVD) được sản xuất bởi Toei Animation phát sóng trên kênh Fuji TV của Nhật Bản từ 5 tháng 4 năm 2009 đến 27 tháng 3 năm 2011. Phần tiếp theo từ tập 99 đến 159 với tất cả 61 tập được phát sóng nối tiếp từ 6 tháng 4  năm 2014 đến 28 tháng 6 năm 2015.
Tại Việt Nam loạt phim đầu tiên được mua bản quyền và phát sóng trên kênh HTV3 vào khung giờ 18:30 Thứ 7 và Chủ Nhật hàng tuần vẫn giữ  nguyên tựa đề là 7 Viên Ngọc Rồng. Phần đầu tiên của loạt phim từ tập 1 đến tập 54 phát sóng kể từ ngày 30 tháng 3 năm 2013 đến ngày 29 tháng 9 năm 2013 và phần tiếp theo từ tập 55 đến tập 98 phát sóng kể từ ngày 12 tháng 4 năm 2014 đến ngày 7 tháng 9 năm 2014. Sau khi kết thúc mỗi phần phim, HTV3 luôn chiếu lại mỗi phần đã phát sóng và cuối cùng bộ phim đã được HTV3 chiếu lại đến hết khoảng giữa tháng 2 năm 2015.
Sau đó, loạt phim tiếp theo cũng được HTV3 mua bản quyền và đã phát sóng tất cả 69 tập mang tựa đề là 7 Viên Ngọc Rồng Z Kai Chương Cuối. Loạt phim được phát sóng lúc 18:30 từ Thứ 2 đến Thứ 6 hàng tuần kể từ ngày 16 tháng 6 năm 2018 đến ngày 10 tháng 2 năm 2019. Loạt phim này cũng đã được HTV3 chiếu lại không lâu sau đó.
Ca khúc chủ đề mở đầu phim là "Dragon Soul" do Tanimoto Takayoshi và Iwasaki Takafumi trình bày. "Yeah! Break! Care! Break!" của Dragon Soul được sử dụng làm ca khúc kết thúc cho 54 tập đầu. Từ tập 55 đến 98 ca khúc kết thúc là "Kokoro no Hane" (心の羽根 "Đôi cánh của trái tim") do "Team Dragon from AKB48"trình bày. Ca khúc mở đầu của phần Mabuu jin là "Kuu•Zen•Zetsu•Go" (空•前•絶•後) của Dragon Soul. Bài hát kết thúc đầu tiên là "Haikei, Tsuratsusutora" (拝啓、ツラツストラ "Zarathustra thân mến") của ban nhạc rock Nhật Bản Good Morning America, và bài thứ hai là "Junjō" (純情 "Pure Heart") củ Leo Ieiri từ tập 112 đến 123. Bài thứ ba là "Oh Yeah!!!!!!!" của Czecho No Republic từ tập 124 đến 136,, thứ tư là bài "Galaxy" của Kyūso Nekokami từ tập 137 đến 146 và bài thứ năn là "Don't Let Me Down" của Gacharic Spin từ tập 147 đến 159.
Trong phiên bản lồng tiếng Việt 98 tập đầu: ca khúc chủ đề mở đầu là Rồng thiêng do Tiến Đạt trình bày và ca khúc chủ đề kết thúc là Tin vào ngày mai do Hoàng Sơn trình bày.

## Tổng quan
| Saga | Saga | Saga                  | Số tập                | Ngày phát sóng gốc                   | Ngày phát sóng tiếng Việt            |
| ---- | ---- | --------------------- | --------------------- | ------------------------------------ | ------------------------------------ |
|      | 1    | Saiyan Saga           | 18                    | 5 tháng 4, 2009 – 9 tháng 8, 2009    | 30 tháng 3, 2013 – 26 tháng 5, 2013  |
|      | 2    | Frieza Saga           | 36                    | 16 tháng 8, 2009 – 25 tháng 4, 2010  | 1 tháng 6, 2013 – 29 tháng 9, 2013   |
|      | 3    | Androids Saga         | 28                    | 2 tháng 5, 2010 – 21 tháng 11, 2010  | 12 tháng 4, 2014 – 13 tháng 7, 2014  |
|      | 4    | Cell Saga             | 16                    | 28 tháng 11, 2010 – 27 tháng 3, 2011 | 19 tháng 7, 2014 – 7 tháng 9, 2014   |
|      | 5    | World Tournament Saga | 17 (Gốc) 24 (Quốc tế) | 6 tháng 4, 2014 – 3 tháng 8, 2014    | 16 tháng 6, 2018 – 2 tháng 9, 2018   |
|      | 6    | Majin Buu Saga        | 18                    | 10 tháng 8, 2014 – 7 tháng 12, 2014  | 8 tháng 9, 2018 – 4 tháng 11, 2018   |
|      | 7    | Evil Buu Saga         | 26 (Gốc) 27 (Quốc tế) | 14 tháng 12, 2014 – 28 tháng 6, 2015 | 10 tháng 11, 2018 – 10 tháng 2, 2019 |

## Danh sách tập

### Mùa 1: Saiyan Saga (1-18)
| #  | Tên tập phim | Ngày phát sóng gốc  | Ngày phát sóng tiếng Việt |
| -- | --- | ------------------- | ------------------------- |
| 1  | "Cuộc chiến mới đã bắt đầu! Sự trở lại của Son Goku" "Tatakai no Makuake! Kaette Kita zo Son Gokū" (闘いの幕開け! 帰ってきたぞ孫悟空)                                        | 5 tháng 4 năm 2009  | 30 tháng 3 năm 2013       |
| 2  | "Kẻ thù là anh trai của Goku sao? Bí mật của những chiến binh siêu Saiyan" "Teki wa Gokū no Ani!? Saikyō Senshi Saiyajin no Himitsu" (敵は悟空の兄!? 最強戦士サイヤ人の秘密) | 12 tháng 4 năm 2009 | 31 tháng 3 năm 2013       |
| 3  | "Trận đấu sống còn! Goku và Piccolo dốc lực phản công" "Inochi o Kaketa Tatakai! Gokū to Pikkoro Sutemi no Mōkō" (命をかけた闘い! 悟空とピッコロ捨て身の猛攻)                | 19 tháng 4 năm 2009 | 6 tháng 4 năm 2013        |
| 4  | "Goku, hãy chạy tới Vương giới đi! Xà đạo dài vô tận" "Anoyo de Hashire Son Gokū! Hyaku-man Kiro no Hebi no Michi" (あの世で走れ孫梧空! 100万キロの蛇の道)                   | 26 tháng 4 năm 2009 | 7 tháng 4 năm 2013        |
| 5  | "Sự sinh tồn nơi hoang dã! Gohan thức tỉnh đêm trăng tròn" "Kōya no Sabaibaru! Tsukiyo ga Gohan o Yobisamasu" (荒野のサバイバル! 月夜が悟飯を呼び覚ます)                     | 3 tháng 5 năm 2009  | 13 tháng 4 năm 2013       |
| 6  | "Phía cuối Xà đạo! Bài kiểm tra lạ lùng của Thần Vũ trụ" "Tadori Tsuita Shūten! Kaiōsama no Ochame na Shiren" (辿り着いた終点!界王様のおちゃめな試練)                        | 10 tháng 5 năm 2009 | 14 tháng 4 năm 2013       |
| 7  | "Đương đấu với 10 lần trọng lực! Goku chạy đua với thời gian" "Jū-bai Jūryoku to Tatakae! Gokū yo Shugyō wa Kakekko da" (10 倍重力と闘え!悟空よ修行はかけっこだ)             | 17 tháng 5 năm 2009 | 20 tháng 4 năm 2013       |
| 8  | "Rồng thần xuất hiện! Người Saiyan đổ bộ sớm hơn dự tính" "Ide yo Shenron! Saiyajin Tsui ni Chikyū Tōchaku" (い でよ神龍!サイヤ人ついに地球到着)                             | 24 tháng 5 năm 2009 | 21 tháng 4 năm 2013       |
| 9  | "Thách thức của Yamcha! Quái thú hung ác Saiba" "Yamucha Funtō! Osoru Beshi Saibaiman" (ヤムチャ奮闘!おそるべし栽培マン)                                                     | 31 tháng 5 năm 2009 | 27 tháng 4 năm 2013       |
| 10 | "Yên nghỉ đi Giáo Tử! Thiên Tân Phạn tung đòn quyết định" "Matte ro Chaozu! Tenshinhan Zekkyō no Kikōhō" (待ってろ餃子! 天津飯絶叫の気功砲)                                  | 7 tháng 6 năm 2009  | 28 tháng 4 năm 2013       |
| 11 | "Liệu Goku có tới kịp hay không? Ba tiếng trước khi cuộc chiến kết thúc" "Maniau ka Son Gokū!? Sentō Saikai Made Sanjikan" (間に合うか孫悟空!? 戦闘再開まで3時間)            | 14 tháng 6 năm 2009 | 4 tháng 5 năm 2013        |
| 12 | "Tạm biệt Piccolo! Đòn phản công của Goku" "Pikkoro ga Nagashi ta Namida... Son Gokū Ikari no Dai Hangeki!" (ピッコロが流した涙...孫悟空怒りの大反撃!)                       | 21 tháng 6 năm 2009 | 5 tháng 5 năm 2013        |
| 13 | "Sức mạnh của Giới vương thuật! Goku đụng độ Vegeta" "Kore ga Kaiōken da!! Genkai Batoru no Gokū tai Bejīta" (これが界王拳だ!! 限界バトルの悟空VSべジータ)                   | 28 tháng 6 năm 2009 | 11 tháng 5 năm 2013       |
| 14 | "Tuyệt đỉnh Kamehameha! Vegeta biến thành khỉ đột" "Gekitotsu Kamehameha! Bejīta Shūnen no Dai-henshin" (激突かめはめ波! ベジータ執念の大変身)                               | 5 tháng 7 năm 2009  | 12 tháng 5 năm 2013       |
| 15 | "Goku lâm nguy! Đặt cược hy vọng vào Nguyên Khí Cầu" "Zettai Zetsumei no Gokū! Genki Dama ni Negai o Takuse" (絶体絶命の悟空! 元気玉に願いを託せ)                            | 12 tháng 7 năm 2009 | 18 tháng 5 năm 2013       |
| 16 | "Đánh bại chiến binh Saiyan vô địch! Tạo ra kì tích đi Gohan" "Datō Fujimi no Bejīta! Kiseki o Okose Son Gohan" (打倒不死身のベジータ! 奇跡を起こせ孫悟飯)                   | 19 tháng 7 năm 2009 | 19 tháng 5 năm 2013       |
| 17 | "Đại chiến kết thúc! Cố hương Piccolo, ngôi sao của niềm hy vọng" "Gekisen no Yoake... Kibō no Hoshi wa Pikkoro no Furusato" (激戦の夜明け... 希望の星はピッコロの故郷)      | 2 tháng 8 năm 2009  | 25 tháng 5 năm 2013       |
| 18 | "Phi thuyền bị bỏ lại Yunzabit! Chuẩn bị khởi hành đi Namek" "Yunzabitto ni Nemuru Uchūsen! Namekkusei e Iza Hasshin" (ユンザビットに眠る宇宙船!ナメック星へいざ発進)        | 9 tháng 8 năm 2009  | 26 tháng 5 năm 2013       |

### Mùa 2: Frieza Saga (19-54)
| #  | Tên tập phim | Ngày phát sóng gốc   | Ngày phát sóng tiếng Việt |
| -- | --- | -------------------- | ------------------------- |
| 19 | "Kẻ thù lợi hại mới! Frieza, kẻ thống lĩnh vũ trụ" "Arata Naru Kyōteki! Uchū no Teiō Furīza" (新たなる強敵! 宇宙の帝王フリーザ)                                                                     | 16 tháng 8 năm 2009  | 1 tháng 6 năm 2013        |
| 20 | "Cuộc nổi dậy chống lại Frieza! Ngọn lửa tham vọng của Vegeta" "Furīza e no Hangyaku! Yabō ni Moeru Bejīta" (フリーザへの反逆! 野望に燃えるベジータ)                                                | 23 tháng 8 năm 2009  | 2 tháng 6 năm 2013        |
| 21 | "Bảo vệ ngọc rồng! Cuộc tấn công của người Namek" "Mamore Doragon Bōru! Namekkuseijin Sōkōgeki" (守れドラゴンボール！ナメック星人総攻撃)                                                            | 30 tháng 8 năm 2009  | 8 tháng 6 năm 2013        |
| 22 | "Cuộc rượt đuổi kinh hoàng của Dodoria! Vegeta phơi bày sự thật" "Mōtsui Dodoria no Kyōfu! Bejīta ni Akasu Shinjitsu" (猛追ドドリアの恐怖! ベジータに明かす真 実)                                   | 6 tháng 9 năm 2009   | 9 tháng 6 năm 2013        |
| 23 | "Thủ đoạn nhẫn tâm của Vegeta! Tộc Namek diệt vong" "Anyaku no Bejīta! Namekkuseijin wo Osō Higeki" (暗躍のベジータ! ナメック星人を襲う悲劇)                                                        | 13 tháng 9 năm 2009  | 15 tháng 6 năm 2013       |
| 24 | "Chiến hữu tái sinh! Biến thể kinh dị của Zarbon" "Yomigaeru Nakama-tachi! Bisenshi Zābon Akuma no Henshin" (甦る仲間たち! 美戦士ザーボン悪魔の変身)                                                | 20 tháng 9 năm 2009  | 16 tháng 6 năm 2013       |
| 25 | "Sức mạnh Krillin thức tỉnh! Frieza bắt đầu hoang mang" "Pawā Appu da Kuririn! Ugomeku Furīza no Yokan" (パワーアップだクリリン! うごめくフリーザの予感)                                            | 27 tháng 9 năm 2009  | 22 tháng 6 năm 2013       |
| 26 | "Kế hoạch bất thành! Vegeta phản công Zarbon" "Kudake Chire Inbō! Gyakushū no Bejīta tai Zābon" (砕け散れ陰謀! 逆襲のベジータVSザーボン)                                                            | 4 tháng 10 năm 2009  | 23 tháng 6 năm 2013       |
| 27 | "Ngàn cân treo sợi tóc! Hãy bảo vệ ngọc rồng 4 sao nhé Gohan" "Isshokusokuhatsu no Pinchi! Gohan yo Sūshinchū o Mamore" (一触即発のピンチ! 悟飯よ四星球を守れ)                                      | 11 tháng 10 năm 2009 | 29 tháng 6 năm 2013       |
| 28 | "Đếm ngược tới trận đấu sống còn! Biệt đội Ginyu xuất đầu lộ diện" "Semaru Chōkessen! Ginyū Tokusentai Tadaima Sanjō!" (迫る超決戦! ギニュー特戦隊只今参上ッ!)                                      | 18 tháng 10 năm 2009 | 30 tháng 6 năm 2013       |
| 29 | "Biệt đội Ginyu xuất quân! Ma thuật hiểm độc của Guldo" "Tokusentai no Ichibante! Gurudo no Jubaku o Uchi Kuzuse" (特戦隊の一番手! グルドの呪縛を打ち崩せ)                                          | 25 tháng 10 năm 2009 | 6 tháng 7 năm 2013        |
| 30 | "Cơn ác mộng mang tên Recoom! Ra mặt và chiến đấu đi Vegeta" "Jigoku no Rikūmu! Tanoshimasero yo Bejīta-chan" (地獄のリクーム! 楽しませろよベジータちゃん)                                          | 1 tháng 11 năm 2009  | 7 tháng 7 năm 2013        |
| 31 | "Goku đã tới Namek! Biệt đội Ginyu run sợ" "Son Gokū Tsuini Tōchaku! Kechirase Ginyū Tokusentai" (孫悟空ついに到着! 蹴散らせギニュー特戦隊)                                                         | 8 tháng 11 năm 2009  | 13 tháng 7 năm 2013       |
| 32 | "Nhân vật chủ chốt xuất hiện! Ginyu đối đầu Goku" "Shin'uchi Tōjō!? Ginyū Taichō VS Son Gokū" (真打ち登場!? ギニュー隊長VS孫悟空)                                                                   | 15 tháng 11 năm 2009 | 14 tháng 7 năm 2013       |
| 33 | "Goku dốc toàn lực! Sự tấn công mạnh mẽ của đội trưởng Ginyu" "Furu Pawā da Son Gokū! Ononoku Ginyū ni Hisaku Ari!?" (フルパワーだ孫悟空! おののくギニューに秘策あり!?)                             | 22 tháng 11 năm 2009 | 20 tháng 7 năm 2013       |
| 34 | "Bất ngờ chưa! Goku là Ginyu và Ginyu là Goku sao!?" "Bikkuri! Gokū ga Ginyū de Ginyū ga Gokū!?" (ビックリ!悟空がギニューでギニューが悟空!?)                                                        | 29 tháng 11 năm 2009 | 21 tháng 7 năm 2013       |
| 35 | "Goku tái xuất! Triệu hồi rồng thiêng Porunga" "Gokū Dai-Gyakuten!? Ima Koso Ide yo Chō-Shenron!" (悟空大逆転!? 今こそいでよ超神龍!)                                                                | 6 tháng 12 năm 2009  | 27 tháng 7 năm 2013       |
| 36 | "Frieza tới gần! Hỡi rồng thần quyền năng hãy thực hiện điều ước của chúng tôi!" "Gekikō Furīza ga Semaru! Porunga yo... Negai o Kanae Tamae!" (激昂フリーザが迫る! ポルンガよ...願いを叶えたまえ!) | 13 tháng 12 năm 2009 | 28 tháng 7 năm 2013       |
| 37 | "Sự biến đổi kinh hoàng! Chỉ số sức mạnh một triệu của Frieza" "Akumu no Chō Henshin! Sentōryoku Hyaku-man no Furīza" (悪夢の超変身! 戦闘力100万のフリーザ)                                         | 20 tháng 12 năm 2009 | 3 tháng 8 năm 2013        |
| 38 | "Frieza nhe nanh độc! Gohan tấn công kịch liệt" "Kiba o Muku Furīza! Chōzetsu Pawā ga Gohan o Osō" (牙をむくフリーザ! 超絶パワーが悟飯を襲う)                                                       | 27 tháng 12 năm 2009 | 4 tháng 8 năm 2013        |
| 39 | "Piccolo tái sinh! Lần biến hình thứ 2 của Frieza" "Shinsei Pikkoro Arawaru! Gekido Furīza Dai Ni no Henshin" (新生ピッコロあらわる! 激怒フリーザ第2の変身)                                         | 10 tháng 1 năm 2010  | 10 tháng 8 năm 2013       |
| 40 | "Sự tiến hóa cuối cùng của Frieza! Cơn ác mộng tàn khốc bắt đầu" "Furīza Saigo no Chō Henshin! Jigoku Ijō no Kyōfu ga Hajimaru" (フリーザ最後の超変身! 地獄以上の恐怖がはじまる)                    | 17 tháng 1 năm 2010  | 11 tháng 8 năm 2013       |
| 41 | "Sự thật được phơi bày! Sự trở lại của Goku" "Machinimatta ze Kono Shunkan! Son Gokū ga Fukkatsu da" (待ちに待ったぜこの瞬間! 孫悟空が復活だ)                                                       | 24 tháng 1 năm 2010  | 17 tháng 8 năm 2013       |
| 42 | "Goku, hãy tiêu diệt Frieza! Nước mắt của vị hoàng tử Saiyan kiêu hãnh" "Furīza o Taose Son Gokū! Hokori-Takaki Bejīta no Namida" (フリーザを倒せ孫悟空! 誇り高きベジータの涙)                      | 31 tháng 1 năm 2010  | 18 tháng 8 năm 2013       |
| 43 | "Goku chạm trán Frieza! Trận đấu nảy lửa bắt đầu" "Son Gokū tai Furīza! Chō-Kessen no Makuake da!" (孫悟空VSフリーザ! 超決戦の幕開けだ!)                                                            | 7 tháng 2 năm 2010   | 24 tháng 8 năm 2013       |
| 44 | "Tiếng kêu nhức đầu! Goku, Frieza và lại là Ginyu nữa sao?" "Genkai Toppa no Nikudansen! Gokū to Furīza to Ginyū Futatabi!?" (限界突破の肉弾戦! 悟空とフリーザとギニュー再び!?)                     | 14 tháng 2 năm 2010  | 25 tháng 8 năm 2013       |
| 45 | "Giới vương thuật cấp 20! Dồn sức vào tuyệt chiêu Kamehameha" "Nijū-bai Kaiōken da! Subete o Kaketa Kamehameha" (20倍界王拳だ! すべてを賭けたかめはめ波)                                            | 21 tháng 2 năm 2010  | 31 tháng 8 năm 2013       |
| 46 | "Ván bài cuối cùng! Nguyên khí cầu siêu cấp của Goku" "Kore ga Saigo no Kirifuda da! Gokū no Tokudai Genki Dama" (これが最後の切り札だ! 悟空の特大元気玉)                                           | 28 tháng 2 năm 2010  | 1 tháng 9 năm 2013        |
| 47 | "Sự thức tỉnh của chiến binh huyền thoại... Siêu Saiyan Goku!!" "Mezamero Densetsu no Senshi... Sūpā Saiyajin, Son Gokū!" (目覚めろ伝説の戦士... 超サイヤ人、孫悟空!)                               | 7 tháng 3 năm 2010   | 7 tháng 9 năm 2013        |
| 48 | "Siêu Saiyan nổi giận! Sự thách thức của Goku!" "Okoreru Sūpā Saiyajin! Nanori o Agero Son Gokū!" (怒れる超サイヤ人! 名乗りを上げろ孫悟空!)                                                         | 14 tháng 3 năm 2010  | 8 tháng 9 năm 2013        |
| 49 | "Hãy trả thù cho những người đã nằm xuống Goku! Thời khắc Namek bị phá hủy" "Ada o Ute Son Gokū! Wakusei Hōkai no Kauntodaun" (仇を討て孫悟空! 惑星崩壊のカウントダウン)                            | 21 tháng 3 năm 2010  | 14 tháng 9 năm 2013       |
| 50 | "Frieza siêu cấp! Hỡi rồng thần hãy thực hiện điều ước" "Furīza Kesshi no Furu Pawā! Negai o Todokete Kure Shenron" (フリーザ決死のフルパワー! 願いを届けてくれ神龍)                                | 28 tháng 3 năm 2010  | 15 tháng 9 năm 2013       |
| 51 | "Tiếng thét dữ dội của Goku! Điều ước vào phút cuối cùng" "Gokū Gekido no Osakebi! Ma ni Ae... Kishi-Kaisei no Negai!" (悟空激怒の雄叫び! 間に合え...起死回生の願い!)                               | 4 tháng 4 năm 2010   | 21 tháng 9 năm 2013       |
| 52 | "Quyết đấu trên hành tinh sắp diệt vong! Trận chiến cuối cùng" "Kieyuku Hoshi ni Nokotta Futari! Kore ga Saishū Kessen da" (消えゆく星に残った2人! これが最終決戦だ)                                | 11 tháng 4 năm 2010  | 22 tháng 9 năm 2013       |
| 53 | "Đòn kết thúc của Goku! Giây phút Namek bị hủy diệt đang cận kề" "Son Gokū, Saigo no Ichigeki...Namekku-sei Uchū ni Chiru" (孫悟空、最後の一撃... ナメック星宇宙に散る)                             | 18 tháng 4 năm 2010  | 28 tháng 9 năm 2013       |
| 54 | "Goku biến mất trong vũ trụ! Chào mừng các siêu chiến binh đã trở về" "Uchū ni Kieta Gokū... Yomigaere! Chō Senshi-tachi" (宇宙に消えた悟空... 甦れ! 超戦士たち)                                    | 25 tháng 4 năm 2010  | 29 tháng 9 năm 2013       |

### Mùa 3: Androids Saga (55-82)
| #  | Tên tập phim | Ngày phát sóng gốc   | Ngày phát sóng tiếng Việt |
| -- | --- | -------------------- | ------------------------- |
| 55 | "Hành tinh đó chính là Trái Đất, thưa cha... Cha con Frieza báo thù!" "Are ga Chikyū da yo Papa... Furīza-Oyako no Gyakushū" (あれが地球だよパパ... フリーザ親子の逆襲)                           | 2 tháng 5 năm 2010   | 12 tháng 4 năm 2014       |
| 56 | "Tôi sẽ tiêu diệt Frieza! Thêm một Siêu Saiyan xuất hiện!" "Furīza wa Boku ga Taosu! Mō Hitori no Sūpā Saiyajin" (フリーザはボクが倒す!もう一人の超サイヤ人)                                      | 9 tháng 5 năm 2010   | 13 tháng 4 năm 2014       |
| 57 | "Chào mừng trở về, Son Goku! Câu chuyện của chàng thiếu niên tên Trunks!" "Okaeri Son Gokū! Nazo no Shōnen Torankusu no Kokuhaku" (おかえり孫悟空! 謎の少年トランクスの告白)                      | 16 tháng 5 năm 2010  | 19 tháng 4 năm 2014       |
| 58 | "Tuyệt chiêu mới của Goku, Dịch Chuyển Tức Thời! Luyện tập đặc biệt trong 3 năm tới!" "Gokū no Shin Waza, Shunkan Idō! San-nen Go ni Kaketa Tokkun" (悟空の新ワザ、瞬間移動! 3年後に賭けた特訓)   | 23 tháng 5 năm 2010  | 20 tháng 4 năm 2014       |
| 59 | "Cặp đôi không để lại dấu vết! Các Android lộ mặt!" "Kehai o Motanu Futari-gumi! Jinzōningen, Arawaru" (気配を持たぬ2人組! 人造人間、あらわる)                                                    | 30 tháng 5 năm 2010  | 26 tháng 4 năm 2014       |
| 60 | "Kẻ thù bất khả chiến bại! Goku đối đầu với Android 19!!" "Uchi-naru Teki to no Hasami-Uchi!? Son Gokū tai Jinzōningen Jūkyū-gō" (内なる敵との挟み撃ち!? 孫悟空VS人造人間19号)                    | 6 tháng 6 năm 2010   | 27 tháng 4 năm 2014       |
| 61 | "Không có cửa chiến thắng Số 19! Siêu Saiyan Vegeta cuối cùng cũng đã đến!" "Jūkyū-gō ni Shōki Nashi! Okurete Kita Sūpā Bejīta" (19号に勝機なし! 遅れてきた超ベジータ)                            | 13 tháng 6 năm 2010  | 3 tháng 5 năm 2014        |
| 62 | "Piccolo phản công! Sự biến mất của Số 20 và tương lai loạn lạc!" "Pikkoro Kyōshū! Kieta Nijū-ō to Nejireru Mirai" (ピッコロ強襲! 消えた20号とねじれる未来)                                       | 20 tháng 6 năm 2010  | 4 tháng 5 năm 2014        |
| 63 | "Đuổi theo bác học Gero... Truy tìm phòng thí nghiệm bí ẩn!" "Tsuigeki! Dokutā Gero... Nazo no Kenkyūjo o Sagase!" (追撃! ドクター・ゲロ... 謎の研究所を探せ！)                                   | 27 tháng 6 năm 2010  | 10 tháng 5 năm 2014       |
| 64 | "Số 17, Số 18 và...! Các Android thức giấc!" "Jūnana Gō to Jūhachi Gō, Soshite...! Mezameru Jinzōningen-tachi" (17号と18号、そして...! 目覚める人造人間たち)                                      | 11 tháng 7 năm 2010  | 11 tháng 5 năm 2014       |
| 65 | "Gương mặt xinh đẹp nhưng sức mạnh khủng khiếp!? Số 18 đấu với Vegeta!" "Kawaī Kao de Chō Pawā!? Jūhachi Gō tai Bejīta" (かわいい顔で超パワー!? 18号VSべジータ)                                   | 18 tháng 7 năm 2010  | 17 tháng 5 năm 2014       |
| 66 | "Đã đến lúc trở lại thành một thể! Sự quả quyết mạnh mẽ của Piccolo!" "Hitotsu ni Modoru Toki ga Kita...Pikkoro Saikyō he no Ketsui!" (1つに戻る時がきた... ピッコロ最強への決意!)                | 1 tháng 8 năm 2010   | 18 tháng 5 năm 2014       |
| 67 | "Thêm một cỗ máy thời gian nữa!? Bulma tiết lộ điều bí ẩn!" "Mō Hitotsu no Taimu Mashin!? Buruma ga Shiraseta Misuterī" (もう1つのタイムマシン!? ブルマが知らせたミステリー)                      | 8 tháng 8 năm 2010   | 24 tháng 5 năm 2014       |
| 68 | "Và thế là con quái vật đã hành động... Đi nào! Đây chính là Siêu Namek!" "Soshite Kaibutsu ga Ugokidasu...Shutsugeki! Sūpā Namekku-seijin da!" (そして怪物が動き出す... 出撃! 超ナメック星人だ!) | 15 tháng 8 năm 2010  | 25 tháng 5 năm 2014       |
| 69 | "Ta chính là anh em của ngươi! Con quái vật sở hữu sức mạnh của Goku!" "Ore wa Omae no Kyōdai da! Goku no Ki wo Motsu Monsutā" (オレはお前の兄弟だ! 悟空の気を持つモンスター)                     | 22 tháng 8 năm 2010  | 31 tháng 5 năm 2014       |
| 70 | "Chiến lược tẩu thoát, Thái Dương Quyền! Truy đuổi Android Cell!" "Uzumaku Senryaku, Taiyōken! Jinzōningen Seru o Oe" (渦巻く策略、太陽拳! 人造人間セルを追え)                                    | 29 tháng 8 năm 2010  | 1 tháng 6 năm 2014        |
| 71 | "Cell tấn công xuất quỷ nhập thần! Son Goku cuối cùng cũng đã hồi phục!" "Shinshutsu-Kibotsu no Seru o Ute! Tsui-ni Fukkatsu, Son Gokū!" (神出鬼没のセルを討て! ついに復活、孫悟空!)              | 5 tháng 9 năm 2010   | 7 tháng 6 năm 2014        |
| 72 | "Phải vượt qua giới hạn Siêu Saiyan! Nào, cùng đến căn phòng Tinh thần và Thời gian!" "Sūpā Saiyajin o Koero! Iza, Seishin to Toki no Heya e" (超サイヤ人を超えろ! いざ、精神と時の部屋へ)        | 12 tháng 9 năm 2010  | 8 tháng 6 năm 2014        |
| 73 | "Đây chính là sức mạnh của Siêu Namek! Piccolo đấu với Số 17!" "Kore ga Sūpā Namekku-seijin no Chikara! Jūnana Gō Tai Pikkoro" (これは、超ナメック星人の力! 17号対ピッコロ!)                      | 19 tháng 9 năm 2010  | 14 tháng 6 năm 2014       |
| 74 | "Mau chạy đi Số 17! Trận chiến thảm khốc của Piccolo!" "Nigero Jūnana Gō! Pikkoro, Kenmei no Kōsen" (逃げろ17号!ピッコロ、懸命の抗戦)                                                             | 26 tháng 9 năm 2010  | 15 tháng 6 năm 2014       |
| 75 | "Sức mạnh không tưởng! Chiến binh thầm lặng Số 16 ra tay!" "Jitsu-ryoku Mi-chisū! Kamoku na Senshi Jūroku Gō, Ugoku" (実力未知数!寡黙な戦士16号、動く)                                            | 3 tháng 10 năm 2010  | 21 tháng 6 năm 2014       |
| 76 | "Thiên Tân Phạn quyết tử với Khí Công Pháo! Hãy mau cứu lấy đồng đội, Son Goku!" "Tenshinhan, Kesshi no Shin Kikōhō! Senyū o Sukue, Son Gokū" (天津飯、決死の新気功砲! 戦友を救え、孫悟空)        | 10 tháng 10 năm 2010 | 22 tháng 6 năm 2014       |
| 77 | "Vượt qua giới hạn Siêu Saiyan! Vegeta nghênh chiến Cell Bọ Hung!" "Sūpā Saiyajin o Koeta! Futeki na Bejīta, Seru o Utsu" (超サイヤ人を超えた! 不敵なべジータ、セルを討つ)                        | 17 tháng 10 năm 2010 | 28 tháng 6 năm 2014       |
| 78 | "Cell tột đỉnh phẫn uất! Krillin, hãy phá hủy Số 18!" "Seru Dotō no Kuyashigari! Kuririn, Jūhachi Gō o Hakai se yo" (セル怒涛の悔しがり! クリリン、１８号を破壊せよ)                              | 24 tháng 10 năm 2010 | 29 tháng 6 năm 2014       |
| 79 | "Và thế là điều tồi tệ nhất đã xảy ra... Cell tấn công Số 18!" "Soshite Sai'aku no Jitai he... Seru, Jūhachi Gō ni Osoikakaru!" (そして最悪の事態へ... セル、１８号に襲いかかる!)                 | 31 tháng 10 năm 2010 | 5 tháng 7 năm 2014        |
| 80 | "Thế trận đổi chiều! Sức mạnh hình thái hoàn hảo của Cell!" "Keisei Gyakuten! Kanzentai Seru, Tsui ni Shidō" (形勢逆転!完全体セル、ついに始動)                                                    | 7 tháng 11 năm 2010  | 6 tháng 7 năm 2014        |
| 81 | "Đòn tấn công toàn lực của Vegeta! Cell khủng khiếp đã mạnh càng mạnh!" "Bejīta Zenryoku no Ichigeki! Shikashi Takamaru Seru no Kyōfu" (ベジータ全力の一撃! しかし高まるセルの恐怖)               | 14 tháng 11 năm 2010 | 12 tháng 7 năm 2014       |
| 82 | "Sức mạnh siêu đẳng thức giấc! Trunks vượt qua cả Vegeta!" "Chō Pawā Kakusei! Chichi o Koeta Torankusu" (超パワー覚醒! 父を超えたトランクス)                                                      | 21 tháng 11 năm 2010 | 13 tháng 7 năm 2014       |

### Mùa 4: Cell Saga (83-98)
| #  | Tên tập phim | Ngày phát sóng gốc                   | Ngày phát sóng tiếng Việt |
| -- | --- | ------------------------------------ | ------------------------- |
| 83 | "Tình thế đảo ngược! Cell hình thái hoàn thiện tấn công!" "Terebi ga Nottorareta! Seru Gēmu Kaiken Namahō" (テレビが乗っ取られた! セルゲーム会見生放)                       | 28 tháng 11 năm 2010                 | 19 tháng 7 năm 2014       |
| 84 | "Tập luyện đã xong! Liệu Goku có bản lĩnh để đánh bại Cell?!" "Shūgyou Kanryō! Gokū, Datō Seru ni Yoyō Ari?!" (修行完了! 悟空、打倒セルに余裕あり!?)                        | 5 tháng 12 năm 2010                  | 20 tháng 7 năm 2014       |
| 85 | "Kỳ nghỉ bị gián đoạn! Quân đội Trái Đất tấn công Cell!" "Yaburareta Kyūsoku! Bōeigun, Seru ni Sōkōgeki" (破られた休息! 防衛軍、セルに総攻撃)                               | 12 tháng 12 năm 2010                 | 26 tháng 7 năm 2014       |
| 86 | "Một vị Thượng Đế mới! Những viên ngọc rồng cuối cùng cũng đã được hồi sinh!" "Atarashī Kamisama! Doragon Bōru Tsui ni Fukkatsu" (新しい神様! ドラゴンボール遂に復活)       | 19 tháng 12 năm 2010                 | 27 tháng 7 năm 2014       |
| 87 | "Thầy trò Satan ra tay! Cuộc chơi của Cell chính thức mở màn!" "Satan Gundan Ōabare! Seru Gēmu no Makuaki" (サタン軍団大暴れ! セルゲームの幕開)                             | 26 tháng 12 năm 2010                 | 2 tháng 8 năm 2014        |
| 88 | "Quyết chiến! Cell đấu với Son Goku!" "Kessen! Seru Tai Son Gokū" (決戦! セル対孫悟空)                                                                                      | 9 tháng 1 năm 2011                   | 3 tháng 8 năm 2014        |
| 89 | "Trận chiến với sức mạnh cực đại! Hãy đánh bại Cell, Son Goku!" "Saikō Reberu no Tatakai! Seru o Taose, Son Gokū" (最高レベルの戦い! セルを倒せ、孫悟空)                    | 16 tháng 1 năm 2011                  | 9 tháng 8 năm 2014        |
| 90 | "Kết cục của trận chiến sinh tử! Đã đến lúc ra quyết định, Goku!" "Shitō ni Ketchaku! Gokū Ketsudan no Toki" (死闘に決着!悟空決断の時)                                      | 23 tháng 1 năm 2011                  | 10 tháng 8 năm 2014       |
| 91 | "Hãy tức giận, Gohan! Giải phóng sức mạnh kì diệu của mình!" "Ikare Gohan! Nemureru Chikara o Hodoki" (怒れ悟飯!眠れる力を解き)                                             | 30 tháng 1 năm 2011                  | 16 tháng 8 năm 2014       |
| 92 | "Giọt nước mắt tan biến vào bầu trời! Sự tức giận siêu mạnh mẽ của Gohan thức giấc!" "Sora ni Kieta Namida! Gohan, Ikari no Chō Kakusei" (空に消えた涙! 悟飯、怒りの超覚醒) | 6 tháng 2 năm 2011                   | 17 tháng 8 năm 2014       |
| 93 | "Tinh thần chiến đấu không còn do dự! Gohan, nghiền nát bè lũ Cell!" "Mayoi-naki Tōshi! Gohan, Seru Junia Funsai" (迷いなき闘志! 悟飯、セルジュニア粉砕)                    | 13 tháng 2 năm 2011                  | 23 tháng 8 năm 2014       |
| 94 | "Hình thái hoàn hảo sụp đổ! Nổ tung, tột đỉnh của sự điên loạn!" "Kanzentai Hōkai! Sakuritsu, Ikari no Chō Tekken" (完全体崩壊! 炸裂、怒りの超鉄拳)                         | 20 tháng 2 năm 2011                  | 24 tháng 8 năm 2014       |
| 95 | "Vĩnh biệt mọi người! Đây là cách duy nhất để cứu Trái Đất!" "Bai-Bai Min'na! Kore ga Chikyū o Sukū Yui'itsu no Michi" (バイバイみんな! これが地球を救う唯一の道)           | 6 tháng 3 năm 2011                   | 30 tháng 8 năm 2014       |
| 96 | "Tất cả đoàn kết! Đòn Kamehameha cuối cùng mạnh nhất!!" "Chikara Awasero! Saikyō Saigo no Kamehameha" (力合わせろ! 最強最後のかめはめ波)                                    | 20 tháng 3 năm 2011                  | 31 tháng 8 năm 2014       |
| 97 | "Tạm biệt với nụ cười trên môi! Cùng hướng tới tương lai..." "Egao no Wakare! Atarashī Hibi e..." (笑顔の別れ! 新しい日々へ...)                                             | 27 tháng 3 năm 2011                  | 6 tháng 9 năm 2014        |
| 98 | "Hoà bình trở lại với tương lai! Goku vẫn luôn ở trong lòng mọi người!" "Mirai ni Heiwa o! Gokū no Tamashii yo Eien ni" (未来に平和を! 悟空の魂よ永遠に)                    | 2 tháng 8 năm 2011 (Chỉ Blu-Ray/DVD) | 7 tháng 9 năm 2014        |

### Mùa 5: World Tournament Saga (25th World Tournament Saga) (99-115)
| STT gốc | STT (HTV3) | Tên tập phim | Ngày phát sóng gốc  | Ngày phát sóng tiếng Việt |
| ------- | ---------- | --- | ------------------- | ------------------------- |
| 99      | 99         | "7 năm đã trôi qua! Giờ đây, Gohan đã là một học sinh trung học" "Are kara Shichi-nen! Kyō kara Gohan wa Kōkōsei" (あれから7年！ 今日から悟飯は高校生)                                                             | 6 tháng 4 năm 2014  | 16 tháng 6 năm 2018       |
| 100     | 100        | "Người anh hùng mới! Saiyaman vĩ đại ra đời" "Barechatta! Nyū Hīrō wa Son Gohan" (バレちゃった！ 新(ニュー)ヒーローは孫悟飯)                                                                                       | 13 tháng 4 năm 2014 | 17 tháng 6 năm 2018       |
| –       | 101        | "Videl gặp nguy hiểm? Son Gohan hành động khẩn cấp!" | Không phát sóng     | 23 tháng 6 năm 2018       |
| –       | 102        | "Quái thú bị bắt cóc! Thủ phạm có phải là Saiyaman vĩ đại?" | Không phát sóng     | 24 tháng 6 năm 2018       |
| –       | 103        | "Xuất hiện ở Đại hội Thiên hạ đệ nhất võ đạo! Nhờ luyện tập sức mạnh của Goten đã bộc phát!!" | Không phát sóng     | 30 tháng 6 năm 2018       |
| 101     | 104        | "Gohan làm giáo viên! Videl nhập môn Vũ Không Thuật" "Gohan ga Sensei! Bīderu no Bukū-jutsu Nyūmon" (悟飯が先生！ ビーデルの舞空術入門)                                                                            | 20 tháng 4 năm 2014 | 1 tháng 7 năm 2018        |
| 102     | 105        | "Hội chiến binh Rồng tập hợp đông đủ! Son Goku đã trở lại!!" "Doragon Chīmu Zen'in Shūgō! Kaettekita Son Gokū!!" (ドラゴンチーム全員集合！ 帰ってきた孫悟空!!)                                                     | 27 tháng 4 năm 2014 | 7 tháng 7 năm 2018        |
| –       | 106        | "Vộ địch thiên hạ sẽ là ai? Vòng sơ khảo đại hội võ thuật bắt đầu!" | Không phát sóng     | 8 tháng 7 năm 2018        |
| 103     | 107        | "Mọi người đều ngạc nhiên! Trận siêu đấu giữa Goten và Trunks!!" "Minna Bikkuri! Goten to Toranksu no Chō Batoru!!" (みんなビックリ！悟天とトランクスの超バトル！！)                                               | 4 tháng 5 năm 2014  | 14 tháng 7 năm 2018       |
| –       | 108        | "Giải vô địch thiếu niên đã được quyết định! Ai sẽ là người đấu với Satan?" | Không phát sóng     | 15 tháng 7 năm 2018       |
| 104     | 109        | "Linh cảm sẽ có rắc rối! Chiến sĩ bí ẩn xuất hiện!!" "Haran no Yokan... Nazo no Senshi Arawaru!!" (波乱の予感...謎の戦士現る！！)                                                                                  | 11 tháng 5 năm 2014 | 21 tháng 7 năm 2018       |
| 105     | 110        | "Piccolo bị sao vậy? Kết quả bất ngờ của trận đấu vòng một" "Dō Shita Pikkoro!! Iggaisen de no Igai na Ketsumatsu" (どうしたピッコロ！！一回戦での意外な結末)                                                      | 18 tháng 5 năm 2014 | 22 tháng 7 năm 2018       |
| –       | 111        | "Sự tồn tại đáng sợ! Danh tính thật sự của Spopovich là gì?" | Không phát sóng     | 28 tháng 7 năm 2018       |
| 106     | 112        | "Videl bị đánh tơi bời! Sự phẫn nộ của Gohan cũng đạt tới giới hạn!!" "Bīderu Boroboro, Gohan no Ikari mo Genkai da!!" (ビーデルボロボロ 悟飯の怒りも限界だ！！)                                                   | 25 tháng 5 năm 2014 | 29 tháng 7 năm 2018       |
| –       | 113        | "Âm mưu phức tạp! Mục tiêu là Son Gohan!" | Không phát sóng     | 4 tháng 8 năm 2018        |
| 107     | 114        | "Bí mật của Ma nhân đáng sợ! Kẻ chủ mưu xuất hiện!!" "Osoroshiki Majin no Himitsu Kuromaku Shutugen!!" (恐ろしき魔人の秘密 黒幕出現！！)                                                                           | 1 tháng 6 năm 2014  | 5 tháng 8 năm 2018        |
| 108     | 115        | "Cái bẫy của ma pháp sư tàn ác Babidi và sự xuất hiện của vua Dabra - Bạo chúa của vua ma giới hắc ám" "Gokuaku Madōshi Babidi to Ankoku Makai no Ō Dābura no Wana" (極悪魔導師バビディと暗黒魔界の王ダーブラの罠) | 8 tháng 6 năm 2014  | 11 tháng 8 năm 2018       |
| 109     | 116        | "Đừng coi thường sức mạnh của người Siêu Saiyan chúng tôi! Toàn bộ sức mạnh của Vegeta và Goku!" "Sūpā Saiya-jin o Nameru na! Bejīta to Gokū no Zenkai Pawā!" (超サイヤ人をナメるな！ベジータと悟空の全開パワー！) | 15 tháng 6 năm 2014 | 12 tháng 8 năm 2018       |
| 110     | 117        | "Ai mới là đệ nhất thiên hạ?! Trận chung kết Battle Royal!!" "Tenka'ichi wa Dare no Te ni! Batoru Roiyaru Kettei-sen!!" (天下一は誰の手に！？バトルロイヤル決定戦！！)                                             | 22 tháng 6 năm 2014 | 18 tháng 8 năm 2018       |
| 111     | 118        | "Đám nhóc đáng sợ!! Số 18 đại khổ chiến" "Chibikko Osorubeshi!! Dai-Kusen no Jūhachi-Gō" (チビッコ恐るべし！！大苦戦の18号)                                                                                        | 29 tháng 6 năm 2014 | 19 tháng 8 năm 2018       |
| 112     | 119        | "Trận chiến thực sự! Ma vương xuất trận!!" "Shin'uchi Tōjō! Tachihadakaru Maō!!" (真打ち登場！立ちはだかる魔王！！)                                                                                                | 6 tháng 7 năm 2014  | 25 tháng 8 năm 2018       |
| 113     | 120        | "Tâm địa xấu xa thức tỉnh, hoàng tử phá hoại Vegeta!" "Yomigaeru Jashin Hakai ōji Bejīta!" (よみがえる邪心 破壊王子ベジータ！)                                                                                     | 13 tháng 7 năm 2014 | 26 tháng 8 năm 2018       |
| 114     | 121        | "Kẻ mạnh nhất chính là ta! Cuộc chiến khốc liệt giữa Goku và Vegeta" "Saikyō wa Ore da! Gekitotsu Gokū Tai Bejīta" (最強はオレだ！激突 悟空ＶＳベジータ)                                                           | 20 tháng 7 năm 2014 | 1 tháng 9 năm 2018        |
| 115     | 122        | "Đếm ngược thời gian hồi sinh, đập tan tham vọng của Bobbidi!" "Fukkatsu e no Kauntodaun, Babidi no Yabō o Uchikudake!" (復活へのカウントダウン バビディの野望を打ち砕け！)                                        | 3 tháng 8 năm 2014  | 2 tháng 9 năm 2018        |

### Mùa 6: Majin Buu Saga (116-133)
| STT gốc | STT (HTV3) | Tên tập phim | Ngày phát sóng gốc   | Ngày phát sóng tiếng Việt |
| ------- | ---------- | --- | -------------------- | ------------------------- |
| 116     | 123        | "Phong ấn bị hóa giải!? Gohan kháng cự lại bằng chiêu Kamehameha" "Toketa Fūin!? Gohan no Teikō no Kamehameha" (解けた封印！？ 悟飯抵抗のかめはめ波)                                 | 10 tháng 8 năm 2014  | 8 tháng 9 năm 2018        |
| 117     | 124        | "Phía trước là tuyệt vọng!? Nỗi sợ của Ma nhân Buu" "Zetsubō e Itchokusen!? Majin Bū no Kyōfu" (絶望へ一直線！？ 魔人ブウの恐怖)                                                     | 17 tháng 8 năm 2014  | 9 tháng 9 năm 2018        |
| 118     | 125        | "Bánh thành bánh kẹo rồi! Sức mạnh đáng sợ của ma nhân phàm ăn" "Okashi ni Nacchae! Harapeko Majin no Bukimi Pawā" (お菓子になっちゃえ！ 腹ペコ魔人の不気味パワー)                   | 24 tháng 8 năm 2014  | 15 tháng 9 năm 2018       |
| 119     | 126        | "Ma nhân sẽ do ta quyết định, Trận tử chiến cuối cùng của Vegeta!" "Majin wa Ore ga Katazukeru, Bejīta Saigo no Kesshi-sen!" (魔人はオレがかたづける ベジータ最期の決死戦！)         | 31 tháng 8 năm 2014  | 16 tháng 9 năm 2018       |
| 120     | 127        | "Vì những người thân yêu... Phút lâm chung của người anh hùng kiêu hãnh!" "Aisu Beki Mono no Tame ni... Hokori Takaki Senshi no Saigo!" (愛すべき者のために... 誇り高き戦士の最期！) | 7 tháng 9 năm 2014   | 22 tháng 9 năm 2018       |
| 121     | 128        | "Ác mộng trở lại, Quái vật bất tử, Ma nhân Buu!" "Akumu Sairai, Fujimi no Kaibutsu, Majin Bū!" (悪夢再来 不死身の怪物 魔人ブウ！)                                                    | 14 tháng 9 năm 2014  | 23 tháng 9 năm 2018       |
| 122     | 129        | "Kế hoạch đánh bại Buu, Tên của nó là Lưỡng Long Nhất Thể!" "Bū o Taosu Hisaku, Sono Na wa Fyūjon!" (ブウを倒す秘策 その名はフュージョン！)                                          | 21 tháng 9 năm 2014  | 29 tháng 9 năm 2018       |
| 123     | 130        | "Đã trông thấy hi vọng nhỏ bé! Hãy thức dậy đi các anh hùng!!" "Mieta! Kasukana Kibō, Me o Samase Senshi-tachi!!" (見えた！かすかな希望 目を覚ませ戦士達！！)                        | 28 tháng 9 năm 2014  | 30 tháng 9 năm 2018       |
| 124     | 131        | "Tìm kiếm những kẻ gây rối, Kế hoạch trả thù của Bobbidi đã bắt đầu!!" "Jama-sha o Sagase, Babidi no Fukushū Sakusen Kaishi!" (邪魔者を探せ バビディの復讐作戦開始！)                | 5 tháng 10 năm 2014  | 6 tháng 10 năm 2018       |
| 125     | 132        | "Cố gắng luyện tập, để đạt được sức mạnh truyền kỳ!" "Shiren no Toki, Densetsu no Chikara o te ni Irero!" (試練の時 伝説の力を手に入れろ！)                                          | 12 tháng 10 năm 2014 | 7 tháng 10 năm 2018       |
| 126     | 133        | "Cầm chân Ma nhân Buu, Cực hạn! Siêu Saiyan cấp độ 3!!" "Majin Bū o Kuitomero, Rimitto! Sūpā Saiya-jin Surī!!" (魔人ブウを食い止めろ 限界！超サイヤ人3!!)                            | 19 tháng 10 năm 2014 | 13 tháng 10 năm 2018      |
| 127     | 134        | "Bắt đầu nhận ra giá trị thật sự, Buu phản nghịch!" "Mie Hajimeta Shinka, Hangyaku no Bū" (見え始めた真価 反逆のブウ)                                                                | 26 tháng 10 năm 2014 | 14 tháng 10 năm 2018      |
| 128     | 135        | "Không ngầu thật sao!? Huấn luyện đặc biệt, tuyệt chiêu Lưỡng Long Nhất Thể!" "Kakko Warui!? Tokkun, Fyūjon Pōzu!" (カッコ悪い!? 特訓、フュージョンポーズ！)                         | 2 tháng 11 năm 2014  | 20 tháng 10 năm 2018      |
| 129     | 136        | "Tạm biệt mọi người!! Son Goku trở về thế giới bên kia" "Bai Bai Min'na!! Son Gokū Ano Yo ni Kaeru" (バイバイみんな!!孫悟空あの世に帰る)                                             | 9 tháng 11 năm 2014  | 21 tháng 10 năm 2018      |
| 130     | 137        | "Tìm thấy Gohan rồi! Khóa huấn luyện đặc biệt ở Thánh Thần Vương Giới!" "Mitsuketa, Gohan! Kaiōshin-kai de Mōtokkun!" (見つけた、悟飯！界王神界で猛特訓！)                           | 16 tháng 11 năm 2014 | 27 tháng 10 năm 2018      |
| 131     | 138        | "Siêu chiến binh hợp thể ra đời, và có tên gọi là Gotenkusu!!" "Tanjō! Gattai Chō Senshi Sono Na wa, Gotenkusu!!" (誕生！合体超戦士 その名は、ゴテンクス!!)                          | 23 tháng 11 năm 2014 | 28 tháng 10 năm 2018      |
| 132     | 139        | "Ai sẽ là người tiêu diệt Ma nhân Buu? Người đàn ông mạnh nhất bắt đầu hành động!!" "Majin o Taosu no wa Dareda? Saikyō no Otoko Shidō!!" (魔人を倒すのは誰だ？最強の男始動!!)       | 30 tháng 11 năm 2014 | 3 tháng 11 năm 2018       |
| 133     | 140        | "Lại tiếp tục gia tăng sức mạnh!? Đã hoàn thành Siêu Saiyan Gotenkusu!" "Pawā Appu wa Tsuzuku !? Kansei! Sūpā Gotenkusu!" (パワーアップは続く!?完成！超ゴテンクス！)                 | 7 tháng 12 năm 2014  | 4 tháng 11 năm 2018       |

### Mùa 7: Evil Buu Saga (134-159)
| STT gốc | STT (HTV3) | Tên tập phim | Ngày phát sóng gốc   | Ngày phát sóng tiếng Việt |
| ------- | ---------- | --- | -------------------- | ------------------------- |
| 134     | 141        | "Sinh vật sinh ra từ cơn giận dữ của Ma nhân Buu - Đó là một Ma nhân khác!" "Ikari ga Umidashita mono, Mō Hitori no Majin!" (怒りが産み出したモノ もうひとりの魔人！)                                             | 14 tháng 12 năm 2014 | 10 tháng 11 năm 2018      |
| 135     | 142        | "Ma nhân Buu ăn Ma nhân Buu - Cuộc tấn công của Ma nhân mới!!" "Bū ga Bū o Tabechatta, Aratana Majin Shūrai!!" (ブウがブウを食べちゃった 新たな魔人襲来!!)                                                        | 21 tháng 12 năm 2014 | 11 tháng 11 năm 2018      |
| 136     | 143        | "Cấp tốc tiến tới kết cục bi thảm! Giới hạn thời gian chỉ là một giờ!!" "Hakyoku e Masshigura! Taimu Rimitto wa Ichi Jikan!!" (破局へまっしぐら！タイムリミットは1時間!!)                                         | 28 tháng 12 năm 2014 | 17 tháng 11 năm 2018      |
| 137     | 144        | "Hoàn thành khóa huấn luyện đặc biệt! Đến lúc kết thúc rồi ma nhân Buu!" "Tokkun Kanryō! Kore de Owari da Majin Bū!!" (特訓完了！これで終わりだ魔人ブウ)                                                          | 11 tháng 1 năm 2015  | 18 tháng 11 năm 2018      |
| 138     | 145        | "Tiêu diệt Buu bằng Ma! Đòn kết liễu! Thần Phong Tấn Công!!" "Obake de Bū Taiji Hissatsu! Kamikaze Atakku!!" (オバケでブウ退治 必殺！カミカゼアタック!!)                                                          | 18 tháng 1 năm 2015  | 24 tháng 11 năm 2018      |
| 139     | 146        | "Biến hình cực mạnh của Gotenkusu! Siêu Saiyan Gotenkusu cấp độ 3!!" "Gotenkusu no Totte Oki Henshin! Sūpā Gotenkusu Surī!!" (ゴテンクスのとっておき 変身！超ゴテンクス３！！)                                    | 25 tháng 1 năm 2015  | 25 tháng 11 năm 2018      |
| 140     | 147        | "Lăn tròn! Bóng chuyền Buu-Buu!" "Nori-Nori! Bū-Bū Barēbōru!" (ノリノリ！ブウブウバレーボール！) | 1 tháng 2 năm 2015   | 1 tháng 12 năm 2018       |
| 141     | 148        | "Đã để mọi người chờ lâu! Tân sinh Gohan trở về Trái Đất!!" "O Matase Min'na! Shinsei Gohan, Chikyū e!!" (ノお待たせみんな！新生悟飯、地球へ!!)                                                                   | 8 tháng 2 năm 2015   | 2 tháng 12 năm 2018       |
| 142     | 149        | "Áp đảo Buu! Siêu sức mạnh của Gohan tối thượng!!" "Bū o Attō! Arutimetto Gohan no Sūpā Pawā!!" (ブウを圧倒！究極悟飯の超パワー！！)                                                                              | 15 tháng 2 năm 2015  | 8 tháng 12 năm 2018       |
| 143     | 150        | "Thủ đoạn của Buu - Gotenkusu bị hấp thụ!?" "Bū no Warudakumi Gotenkusu Kyūshū!?" (ブウの悪巧み ゴテンクス吸収！？)                                                                                               | 1 tháng 3 năm 2015   | 9 tháng 12 năm 2018       |
| 144     | 151        | "Ý tưởng tuyệt vời của lão thần Kaioshin! Son Goku hồi sinh!" "Dai Kaiōshin no Myōan! Yomigaere Son Gokū!!" (大界王神の妙案！よみがえれ孫悟空！！)                                                                | 15 tháng 3 năm 2015  | 15 tháng 12 năm 2018      |
| 145     | 152        | "Phép màu chỉ có một lần... Kết quả của siêu hợp thể giữa Goku và hắn ta!" "Kiseki wa Ichido... Naru ka Gokū to Aitsu Chō-Gattai" (奇跡は一度... なるか悟空とアイツの超合体)                                      | 22 tháng 3 năm 2015  | 16 tháng 12 năm 2018      |
| 146     | 153        | "Thiên hạ vô đối! Chiến binh tối thượng Vegetto!" "Muteki! Kyūkyoku no senshi Bejitto!" (無敵！究極の戦士ベジット！)                                                                                              | 29 tháng 3 năm 2015  | 22 tháng 12 năm 2018      |
| 147     | 154        | "Tuyệt chiêu của Buu! Những chiến binh đã bị hấp thụ!!" "Buu no Oku no Te! Kyūshū Sareta Senshi-tachi!!" (ブウの奥の手！吸収された戦士たち！！)                                                                   | 5 tháng 4 năm 2015   | 23 tháng 12 năm 2018      |
| 148     | 155        | "Giải cứu Gohan và mọi người đi nào! Nhiệm vụ thâm nhập của Goku và Vegeta!" "Gohan-tachi o Tasukedase! Gokū to Bejīta no Sennyū Sakusen (Misshon)!" (悟飯たちを助け出せ！悟空とベジータの潜入作戦(ミッション)！) | 12 tháng 4 năm 2015  | 29 tháng 12 năm 2018      |
| 149     | 156        | "Lối thoát khẩn cấp từ bên trong! Biến hình ngược lại về dạng Buu ác!" "Tainai Kara Kinkyū Dasshutsu! Bū Saiaku e no Gyaku-Henshin!!" (体内から緊急脱出！ブウ最悪への逆変身！！)                                  | 19 tháng 4 năm 2015  | 30 tháng 12 năm 2018      |
| 150     | 157        | "Trái Đất bị hủy diệt!! Đòn tấn công tàn bạo của Buu nguyên thủy!!" "Chikyū Shōmetsu!! Hajimari no Bū no Hidōna Ichigeki!!" (地球消滅！！始まりのブウの非道な一撃！！)                                            | 26 tháng 4 năm 2015  | 5 tháng 1 năm 2019        |
| 151     | 158        | "Trận quyết chiến đỉnh cao cuối cùng! Trận chiến dứt điểm tại thánh địa Kaioshin!!" "Saigo no Chōjō Kessen! Kaiōshin-kai de Ketchaku da!!" (最後の頂上決戦！界王神界で決着だ！！)                                 | 3 tháng 5 năm 2015   | 6 tháng 1 năm 2019        |
| 152     | 159        | "Cố lên Kakarot! Ngươi chính là số 1!!" "Ganbare Kakarotto! Omae ga Nanbā Wan da!!" (頑張れカカロット！お前がＮｏ．１だ！！)                                                                                      | 10 tháng 5 năm 2015  | 12 tháng 1 năm 2019       |
| 153     | 160        | "Trận chiến một phút! Chiến thuật câu giờ liều mạng của Vegeta!" "Shōbu wa Ippunkan Bejīta Inochigake no Jikan Kasegi!" (勝負は１分間 ベジータ命懸けの時間稼ぎ！)                                                 | 17 tháng 5 năm 2015  | 13 tháng 1 năm 2019       |
| 154     | 161        | "Kế hoạch bí mật trong chớp mắt! Hãy đáp ứng hai điều ước đi nào!" "Hirameita Hisaku Futatsu no Negai o Kanaetamae!" (閃いた秘策 ２つの願いを叶えたまえ！)                                                        | 24 tháng 5 năm 2015  | 19 tháng 1 năm 2019       |
| 155     | 162        | "Hãy chia sẻ nguyên khí cho tôi! Cùng nhau tạo ra quả cầu nguyên khí khổng lồ!!" "Ora ni Genki o Waketekure! Tsukuru ze Dekkai Genki-Dama!!" (オラに元気を分けてくれ！作るぜでっかい元気玉！！)                   | 31 tháng 5 năm 2015  | 20 tháng 1 năm 2019       |
| 156     | 163        | "Cứu tinh của thế giới chính là ông! Hoàn thành quả cầu siêu nguyên khí của mọi người!!" "Sekai no Kyūseishu wa Omaeda! Min'na no Genki-Dama Kansei!!" (世界の救世主はおまえだ！みんなの元気玉完成！！)           | 7 tháng 6 năm 2015   | 26 tháng 1 năm 2019       |
| 157     | 164        | "Quả nhiên Son Goku là mạnh nhất! Tiêu diệt Ma Nhân Buu!!" "Yappari Saikyō Son Gokū!! Majin Bū Shōmetsu" (やっぱり最強孫悟空！！魔人ブウ消滅)                                                                     | 14 tháng 6 năm 2015  | 27 tháng 1 năm 2019       |
| –       | 165        | "Hòa bình đã trở lại! Thời gian nghỉ ngơi của các đấu sĩ!" | Không phát sóng      | 2 tháng 2 năm 2019        |
| 158     | 166        | "Và rồi 10 năm sau! Đại hội thiên hạ đệ nhất võ đạo lại diễn ra!" "Soshite Jūnengo... Hisashiburi no Tenka'ichi Budōkai!" (そして１０年後...久しぶりの天下一武道会！)                                             | 21 tháng 6 năm 2015  | 3 tháng 2 năm 2019        |
| 159     | 167        | "Mạnh hơn nữa! Giấc mơ của Goku vẫn chưa kết thúc!" "Motto Tsuyoku! Gokū no Yume wa Owaranai!!" (もっと強く！悟空の夢は終わらない！！)                                                                            | 28 tháng 6 năm 2015  | 10 tháng 2 năm 2019       |